# 科恩綜合症
科恩綜合症是一種遺傳病，其會導致嬰幼兒時生長遲滯與低肌張力、青少年後中廣型肥胖、重度到極重度智能障礙。
其在阿米甚人的發生率約為1/15000，而其它地方則未明。
遺傳方面，其遺傳方式為體染色體隱性遺傳，不分男女。

## 病因学
科恩综合症的特色为婴幼儿时其生长迟滞与低肌张力、发展迟缓、小头畸形，青少年后中广型肥胖、重度到极重度智能障碍，合并进行性视网膜脉络膜失养症(retinochoroidal dystrophy)及近视、中性球低下以及反复感染。部分患者会出现嘴部溃疡(aphthous ulcers)、患者性格开朗、关节松弛并有特别的脸部特征。目前只知COH1(VPS13B)基因与此症有相关(归为type I)，此基因为一种跨膜蛋白(trasmembrane protein)，主要的功能尚不清楚，根据研究报告推测可能此蛋白可能是调控细胞内液泡分类与蛋白质的运输有关。

## 遗传模式
科恩综合症为体染色体隐性遗传，不分男女，每一胎皆有1/4机率可罹患此症。此症是因为在第8对染色体上的VPS13B基因有缺陷而造成的。发病的患者是由父、母双方各遗传一条突变的基因。

## 发生率
发生率尚不明确，目前在美国发现有大约50%的病人为阿米甚人(Amish population)，此族群的发生率约为1/15000，其他人种的发生率尚在评估当中。

## 临床症状
科恩综合症的病患在婴儿和孩童时期的生长状况不好，有的病人会比较娇小；在青少年时期开始出现躯干肥胖、四肢纤细的现象，其疾病特征为发育迟缓、智力受损、小头畸形(一岁大)、低肌肉张力和高延展性的关节表现；以及伴随中度到重度的神经运动迟缓，渐进式视网膜脉络膜萎缩和近视，中性白血球低下。有的病人在人格特质上会表现出太友好的行为。
特别的脸部特征包括浓密的头发和眉毛、长睫毛、异常眼形(呈现向下倾斜和波浪型的眼睑缝隙)、 蒜头鼻，上唇与鼻子之间距离较一般人短且平滑，上排牙齿突出，因此呈现嘴开的外观(open-mouth appearance)。
确认诊断仍需靠临床的表征去判断。根据2004年的文献(Kolehmainen et al)，有59个家族，一共76个个案诊断为科恩综合症，从其临床症状归纳出以下八个临床表征做为依据。如果有超过六项或更多项符合，大致上可被确认为科恩综合症，若只有五项或更少项符合，则只能归类为类科恩综合症。
‧高度近视伴随视网膜失养症
‧小头症
‧发展迟缓
‧高延展的关节表现
‧典型的脸部特征：浓密的头发和眉毛、长睫毛、异常眼形(呈现向下倾斜和波浪型眼睑缝隙)、蒜头鼻，上唇与鼻子之间距离较一般人短且平滑，上排牙齿突出，因此呈现嘴开的外观(open-mouth appearance)
‧躯干肥胖但四肢纤细(中广型肥胖)
‧过度友好的社交行为(个性开朗)
‧中性白血球低下

## 诊断
可经由临床症状、COH1(VPS13B)基因检测，及特殊的脸部表征协助诊断。

## 治疗
此一疾病目前无法根治，只能以症状治疗方式来照顾患者，需要注意反复性感染的问题。每年需做视力、屈光矫正以及视网膜受损状况的评估，以进行视力的矫正，及依视力严重的程度评估是否需接受视力方面的辅助治疗。另外需抽血监控血液中的中性白血球含量，若有中性白血球低下的症状，可以考虑给予白血球生成素(G-CSF)促进生成中性白血球。其他治疗依据症状评估是否需进行早期预防、物理治疗、职能治疗、语言治疗。